# Pasażerowie
Pasażerowie (ang. Passengers) – amerykański film fantastycznonaukowy z 2016 roku w reżyserii Mortena Tylduma.

## Fabuła
W wyniku uszkodzenia międzygwiezdnego statku-arki jeden z jego pasażerów, Jim Preston, budzi się z hibernacji kilkadziesiąt lat za wcześnie. Jego jedynym towarzystwem okazuje się robot-kelner Arthur, obdarzony przez twórców jedynie ograniczoną sztuczną inteligencją. Mężczyzna odkrywa że statkiem leci też piękna pisarka, Aurora Lane. Dręczony samotnością budzi ją i nawiązuje romans. Dziewczyna odkrywa wkrótce, że jej przebudzenie nie było przypadkowe i zrywa z nim kontakty. Wkrótce muszą jednak połączyć siły, gdyż uszkodzenie statku grozi katastrofą.

## Obsada
- Jennifer Lawrence jako Aurora Lane
- Chris Pratt jako Jim Preston
- Michael Sheen jako Arthur
- Laurence Fishburne jako Gus Mancuso
- Andy García jako kapitan Norris
- Aurora Perrineau jako Celeste

## Odbiór

### Box office
Budżet filmu wyniósł 110 milionów dolarów. W Stanach Zjednoczonych i Kanadzie film zarobił 100 mln USD. W innych krajach przychody wyniosły ponad 203 mln, a łączny przychód z biletów ponad 303 miliony dolarów.

### Krytyka w mediach
Film spotkał się z mieszaną reakcją krytyków, chwalących grę aktorów, lecz wypowiadających się negatywnie o postaciach i fabule. W serwisie Rotten Tomatoes 31% z 276 recenzji jest pozytywne, a średnia ocen wyniosła 4,95/10. Na portalu Metacritic średnia ocen z 48 recenzji wyniosła 41 punktów na 100.